# Samsung Galaxy A7 (2018)
El Samsung Galaxy A7 (2018) es un teléfono inteligente Android de gama media-alta fabricado por Samsung Electronics como parte de su serie Samsung Galaxy A. Fue anunciado el 20 de septiembre de 2018 como el sucesor del Samsung Galaxy A7 (2017).
El A7 (2018) es el primer teléfono inteligente con triple cámara producido por Samsung, con 3 cámaras diferentes en la parte trasera. Cuenta con una pantalla Super AMOLED Infinity de 6 pulgadas con bordes curvos similar al Samsung Galaxy A8 (2018), un sensor de huellas dactilares en el lado lateral (en el botón de encendido) y tecnología de sonido inmersivo Dolby Atmos.

## Especificaciones[2]

### Diseño
El Galaxy A7 (2018) presenta un panel frontal protegido con Gorilla Glass con un panel posterior de vidrio reflectante, el marco lateral está hecho de plástico. Está disponible en negro, azul, dorado y rosa y algunos modelos admiten dual-SIM.

### Hardware
El A7 (2018) cuenta con una pantalla Super AMOLED Full HD+ (1080 x 2220 píxeles) de 6 pulgadas con una relación de aspecto de 18,5:9. La pantalla presenta bordes curvos similares a la infinity display del S9, pero con biseles más grandes y sin lados curvos.
El teléfono cuenta con un actualizado SoC Exynos 7885 con procesador octa-core que consta de 2 núcleos ARM Cortex-A73 y 6 ARM Cortex-A53, una GPU Mali-G71 MP2, 4 GB de RAM y 64 GB/128 GB de almacenamiento interno expandible hasta 512 GB a través de una ranura dedicada para tarjetas microSD. El dispositivo conserva una batería no extraíble como su predecesor, pero con una capacidad más baja de 3300 mAh y ya no dispone de carga rápida. Cuenta con un conector microUSB típico, en lugar del conector USB-C más nuevo de su antecesor. A diferencia del Galaxy A7 (2017), se elimina la resistencia al agua y al polvo IP68.
La configuración de la cámara triple cuenta con un sensor principal de 24 MP con apertura f/1.7 para fotografía normal, un sensor ultra gran angular de 8 MP con apertura f/2.4 y ángulo de visión de 120 grados, y un sensor de profundidad de 5 MP para efectos estilo Bokeh. Las cámaras traseras cuentan con un sensor de cámara Sony IMX576 idéntico al del A9 (2018), y un optimizador de escena inteligente que incluye 19 modos de iluminación diferentes para diferentes escenas. La cámara frontal es un sensor de 24MP con un flash dedicado. El sensor de huellas dactilares se ha desplazado desde la parte posterior y se ha integrado sobre el botón de encendido en el lado lateral, siendo el primer teléfono Samsung con esa disposición.

### Software
Ejecuta Android 8.0 "Oreo" con Samsung Experience 9.0. Sus características adicionales incluyen Bixby Home sin soporte de Bixby Voice y botón Bixby y Always on Display. Se puede actualizar a Android 9 con One UI y Android 10 con One UI 2.

## Disponibilidad
Tras la presentación, Samsung anunció que el dispositivo saldrá a la venta en mercados europeos y asiáticos seleccionados a partir de octubre de 2018, con planes futuros de lanzamiento en otros países. En España el teléfono se lanzó con un precio inicial de €349.